# Mark Stein (músico)
Mark Stein, nació el 11 de marzo de 1947 en Bayonne, Nueva Jersey, fue vocalista, teclista, compositor y arreglista de Vanilla Fudge, The Tommy Bolin Band y Alice Cooper. 

## Vanilla Fudge
Durante la década de los 60 Vanilla Fudge fue una de las bandas con un directo más excitante, preparando con su aclamado éxito You Keep Me Hangin' On los escenarios para la llegada de Jimi Hendrix, Deep Purple o incluso Led Zeppelin. Con sus 5 discos e infinidad de actuaciones, la banda influyó en artistas de todo el mundo de la talla de los antes citados o Yes, The Who, etc.

## Tommy Bolin Band
Tras su disolución en la primavera de 1970, se tomó un descanso y se dedicó a trabajar su faceta de compositor e instrumentista. Tras flirtear con su carrera en solitario, reapareció con la banda de Tommy Bolin a mediados de los 70. Era un bien considerado grupo con Narda Michael Walden a la batería, Reggie McBride al bajo, Norma Jean Bell al saxofón y él mismo a los teclados compartiendo las voces con Tommy Bolin. Fue una banda de rock-fusión que llamó la atención de John McLaughlin, Jan Hammer y Jeff Beck. Fue entonces cuando Mark hizo la transición del órgano Hammond B-3 al sintetizador. Dejó la banda poco antes de la prematura muerte de Bolin.

## Alice Cooper
Tras varios proyectos de composición, se unió a la banda de Alice Cooper en la gira Welcome To My Mightmare y giró por Australia y Nueva Zelanda. Tras su regreso a Estados Unidos se unió a Dave Mason para producir su álbum en solitario en CBS en 1979. El álbum nunca se publicó. Aun así giró con él durante 4 años.

## De nuevo con Vanilla Fudge
En 1983 volvió a Atlantic Records para una reunión de Vanilla Fudge titulada Mystery apareciendo una vez más como líder vocal y teclista. En 1987 hicieron una gira de 3 meses por EStados Unidos y grabaron un álbum en directo. La última vez que apareció con la banda fue en el show del 40 Aniversario de Atlantic el 14 de mayo de 1988 en el Madison Square Garden de Nueva York.